# Schlandraun
Schlandraun, auch Schlandrauntal genannt, ist ein orographisch linkes Seitental des Vinschgaus bzw. oberen Etschtals in Südtirol (Italien). Es zweigt bei Schlanders, zu dem es administrativ gehört, in nördliche Richtung ab und führt etwa 8 km in die Ötztaler Alpen hinein, wo es auf beiden Seiten von Ästen des Saldurkamms umschlossen wird. Im Talschluss ragt die 3366 m hohe Ramudlaspitze auf. Das Hochtal ist heute völlig unbewohnt, die einzigen Gebäude sind Almhütten. Von 2001 bis 2004 fanden archäologische Untersuchungen statt, die Siedlungsreste und Hinweise auf Viehwirtschaft zwischen 1200 v. Chr. und 200 n. Chr. erbrachten. Entwässert wird es durch den bereits im Jahr 1334 als fluvius Slandruni und 1359 als aqua dicta Slandraun urkundlich bezeugten Schlandraunbach. Für Wanderer sind Übergänge nach Schnals und Matsch möglich.